# HEPA

Схема HEPA-фильтра с описанием

HEPA (англ. High Efficiency Particulate Air или High Efficiency Particulate Arrestance — высокоэффективное удержание частиц) — вид воздушных фильтров высокой эффективности. Используются в пылесосах, системах очистки воздуха и системах вентиляции и кондиционирования воздуха.
Фильтры такого типа начали использоваться в 40-х годах в США во время развития ядерного проекта. Они применялись для улавливания радиоактивных частиц на предприятиях ядерной промышленности. Позже, в СССР были независимо разработаны и начали использоваться аналогичные фильтры, впоследствии названные «фильтры Петрянова-Соколова».
Фильтр изготовлен из длинного листа волокнистого материала (диаметр волокон 0,65−6,5 микрон, расстояние между ними 10−40 микрон), сложенного гармошкой, а также корпуса с элементами, удерживающими лист в сложенном состоянии.
Эффективность HEPA-фильтров оценивают по количеству частиц размером до 0,06 микрона на литр воздуха, которые выбрасываются обратно в среду после прохождения фильтра. Классы фильтров: HEPA 10 (50000), HEPA 11 (5000), HEPA 12 (500), HEPA 13 (50), HEPA 14 (5)
В соответствии с ГОСТ Р ЕН 1822-1-2010 фильтры систем вентиляции и кондиционирования воздуха из фильтрующего материала, способного к электризации, классифицируют в соответствии с таблицей 1, основываясь на эффективности или проскоке в разряженном состоянии.
| группа | HEPA-класс фильтра | интегральное значение, % | интегральное значение, % | локальное значение, % | локальное значение, % |
| группа | HEPA-класс фильтра | эффективность            | проскок                  | эффективность         | проскок               |
| EPA    | Е 10               | ≥ 85                     | ≤ 15                     | —                     | —                     |
| EPA    | Е 11               | ≥ 95                     | ≤ 5                      | —                     | —                     |
| EPA    | Е 12               | ≥ 99,5                   | ≤ 0,5                    | —                     | —                     |
| HEPA   | Н 13               | ≥ 99,95                  | ≤ 0,05                   | ≥ 99,75               | ≤ 0,25                |
| HEPA   | Н 14               | ≥ 99,995                 | ≤ 0,005                  | ≥ 99,975              | ≤ 0,025               |
| ULPA   | U 15               | ≥ 99,9995                | ≤ 0,0005                 | ≥ 99,9975             | ≤ 0,0025              |
| ULPA   | U 16               | ≥ 99,99995               | ≤ 0,00005                | ≥ 99,99975            | ≤ 0,00025             |
| ULPA   | U 17               | ≥ 99,999995              | ≤ 0,000005               | ≥ 99,9999             | ≤ 0,0001              |

## Принцип работы

Зависимость эффективности фильтрации от размера пылинок

Четыре механизма улавливания пылинок в волокнистом фильтре

HEPA-фильтры образованы системой волокон сложной формы. Обычно используются стеклопластиковые волокна с диаметром от 0,5 до 2 мкм. Основные факторы, влияющие на работу — диаметр волокна и толщина фильтра. Воздушное пространство между волокнами HEPA фильтра значительно больше 0,3 мкм.
Представления о том, что фильтр действует как сито, где частицы меньшие, чем крупнейшие отверстия могут пройти через фильтр, неверны для HEPA-фильтров. Эффект сита справедлив и для HEPA-фильтров, однако играет негативную роль, приводя к преждевременному загрязнению, уменьшению скорости фильтрования и даже к выходу из строя фильтра. Несмотря на крайнюю нежелательность этого эффекта, избавиться от него практически невозможно.
HEPA-фильтры рассчитаны на фильтрацию небольших частиц. Эти частицы улавливаются волокнами при помощи следующих механизмов:
1. Эффект зацепления проявляется если линия тока воздуха проходит близко (на расстоянии порядка толщины волокна или ближе) к фильтровальному волокну. Частицы прилипают к волокнам.
2. Эффект инерции проявляется для крупных частиц. Благодаря большой инерции частицы большого диаметра не способны огибать волокна, следуя по искривлённой траектории в потоке воздуха, и задерживаются в одном из них. Поэтому они продолжают прямолинейное движение до непосредственного столкновения с препятствием. Этот эффект увеличивается с уменьшением пространства между волокнами и увеличением скорости воздушного потока.
3. Эффект диффузии представляет собой столкновение мельчайших частиц загрязнений, с диаметром меньше 0,1 мкм, с частицами газа с последующим замедлением первых при прохождении через фильтр. Такие частицы начинают совершать движения в стороны от линий воздушного потока на расстояния, превышающие их диаметр. Такое поведение подобно броуновскому движению и увеличивает вероятность того, что частица остановится окончательно под действием одного из вышеуказанных механизмов. При низких скоростях воздушного потока этот механизм становится доминирующим.

- Электростатическое прилипание происходит если частица и волокно заряжены противоположно. Поскольку удельная сила этого притяжения определяется отношением заряда к массе частицы, оно становится более эффективным для малых частиц.

Диффузионный механизм преобладает при фильтрации частиц с диаметрами меньше 0,1 мкм. Зацепление и инерция преобладают для частиц более 0,4 мкм в диаметре. Частицы размером порядка 0,2—0,3 мкм фильтруются не столь эффективно, они называются Most Penetrating Particle Size (MPPS). Класс фильтра определяется именно по MPPS.